# Танджа (вітрило)

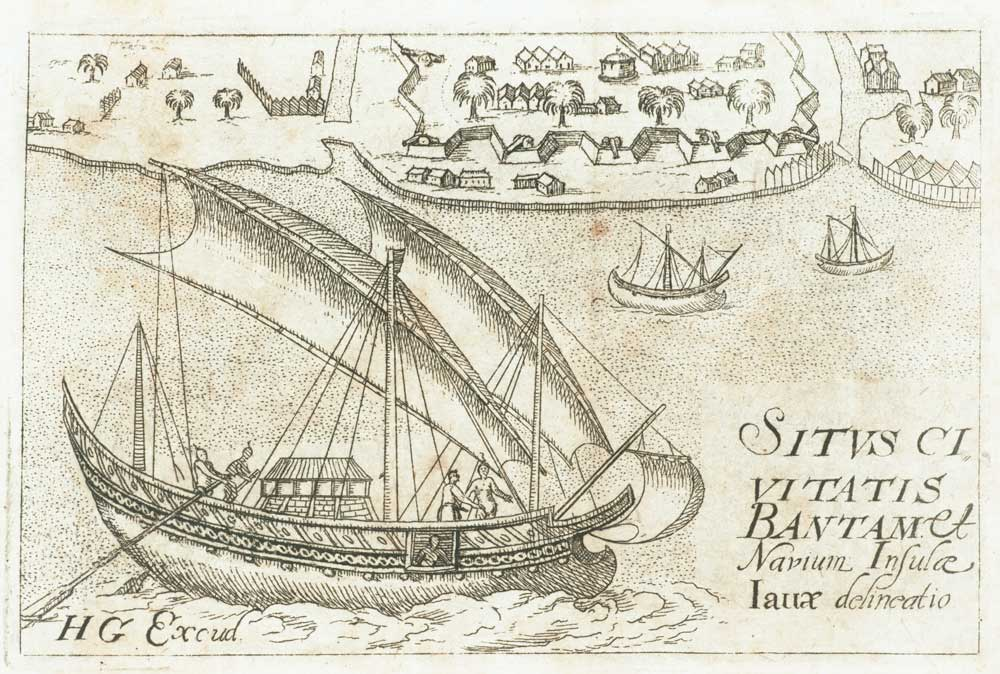
Трищогловий яванський джонг з Бантену. Малюнок 1610 р.

Танджа або вітрило танджа (мал. layar tanja)  — вид чотирикутного косого вітрила на двох рейках, що широко використовувалось в минулому малайцями та іншими австронезійськими народами Малайського та Філіппінського архіпелагів. Вітрило танджа також відоме як нахилене пряме вітрило, чотирикутне косе вітрило або збалансоване люгерне вітрило:102-103.

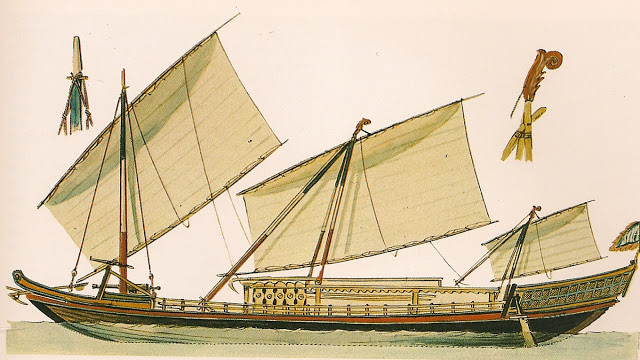
Бойовий трищогловий ланонг з вітрилами танджа. Рафаель Монлеон (1890 р.)

В історичних джерелах вітрила танджа іноді помилково відносять до латинських або навпаки — прямих вітрил.

## Етимологія

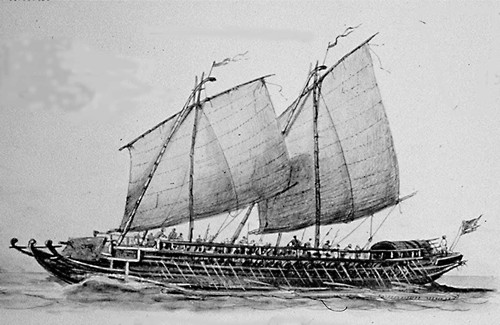
Двощогловий ланонг з вітрилами танджа. Рафаель Монлеон (1890 р.)

Вираз «вітрило танджа» — це буквальний переклад малайського «layar tanja» (layar з малайської — «вітрило»). Залежно від регіональних особливостей та місцевих мов, цей тип вітрил також називають танджак, танжа, танджонг, або танджунг. Мандари називають його сомбаль-танджак, тому що при пориві вітру нижня частина вітрила (пелонг) робить «матанджак» (букв. «удар»). У колоніальних британських записах ці вітрила іноді позначаються як «lyre tanjong», що є помилковим написанням layar tanja.

## Історія і походження

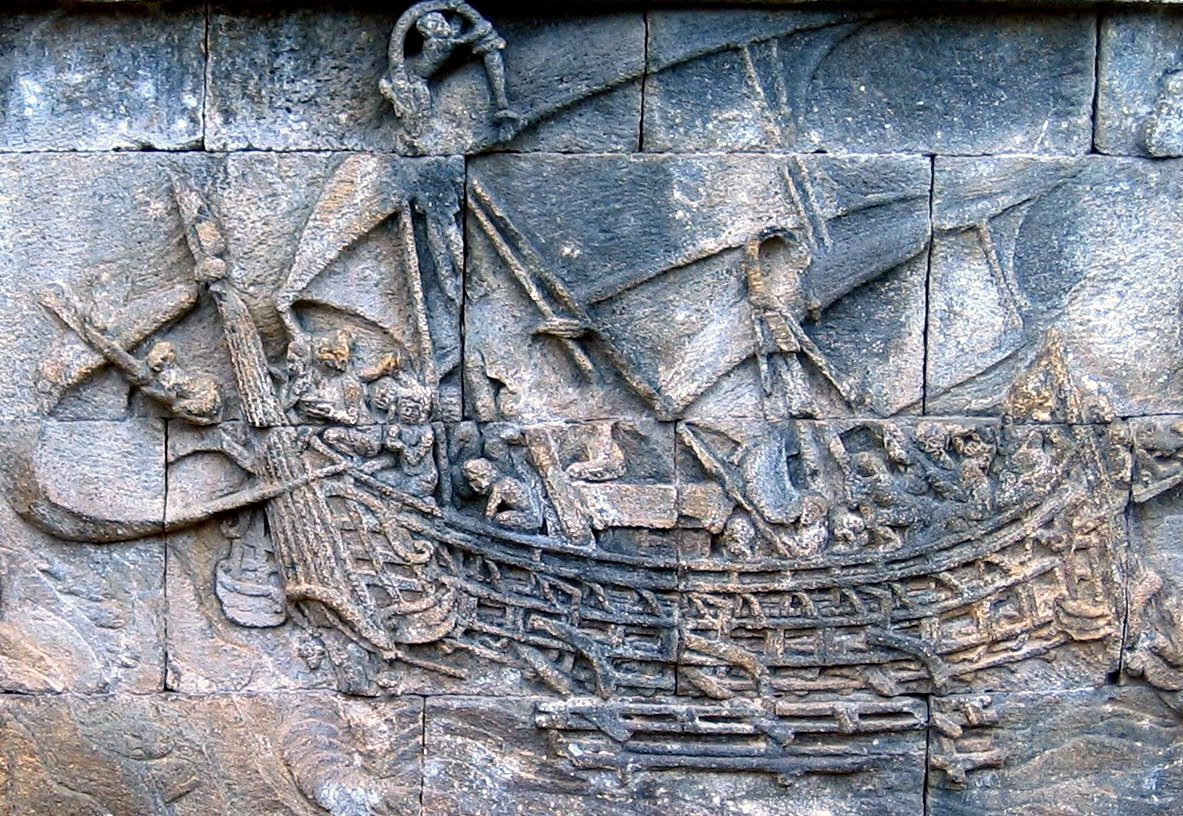
Боробудурський корабель. о. Ява, VIII ст. Різьблення на камені

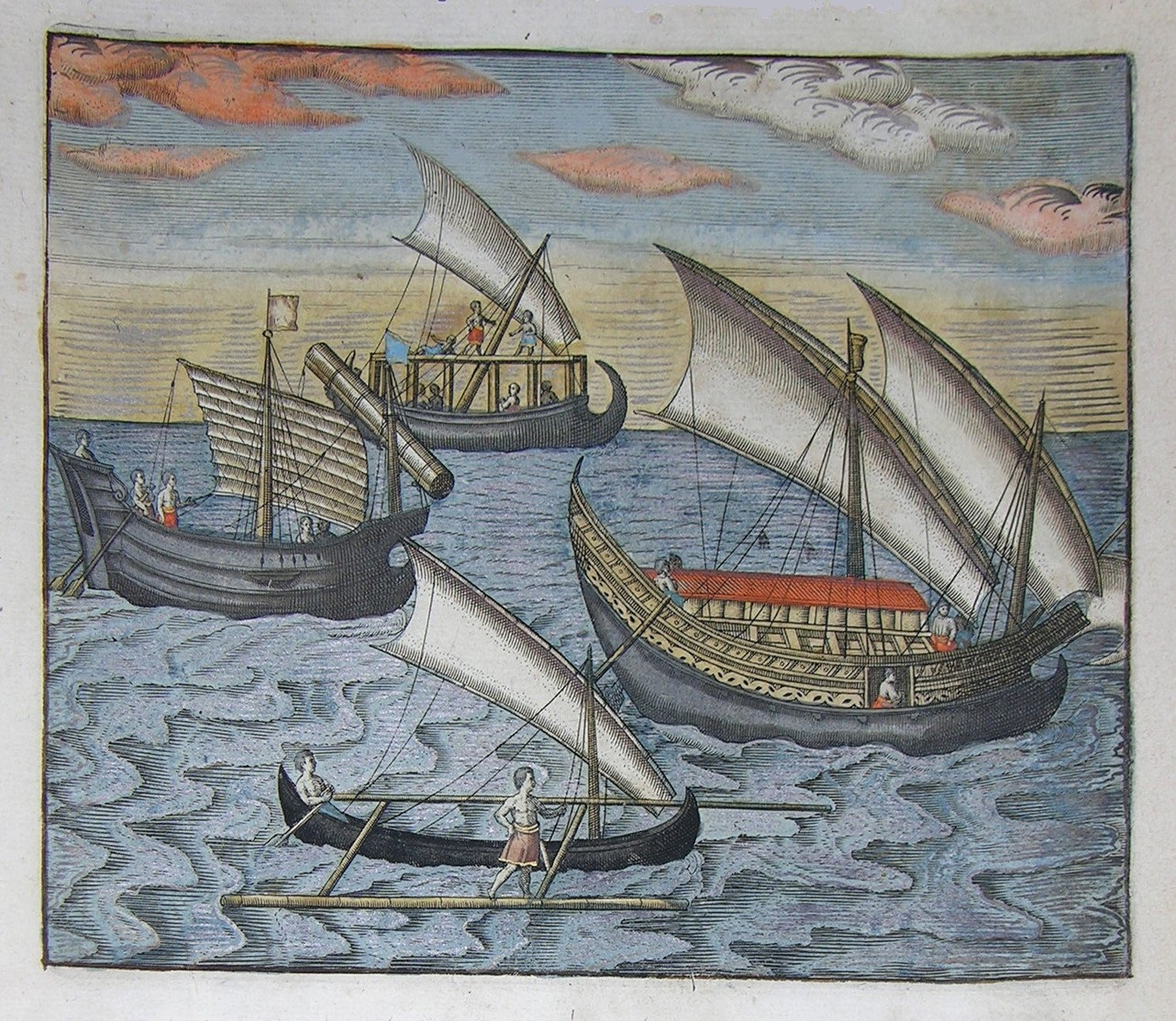
Чотири типи кораблів з султанату Бантен — усі з вітрилами танджа. Johann Israel de Bry (1565—1609)

Зазвичай вважається, що ранні контакти арабських мореплавців з австронезійськими народностями в Індійському океані призвели до появи у арабів трикутних косих арабо-латинських вітрил і що арабські кораблі, в свою чергу, вплинули на появу у австронезійців прямокутного косого вітрила танджа. Однак не всі історики згодні з цією думкою і існує багато інших гіпотез походження косих вітрил. Джонстоун, Шаффер і Хурані вважають косий тип вітрил незалежним місцевим винаходом народів Малайського архіпелагу, який пізніше був адаптований арабами, а через них європейцями, що призвело до появи косих латинських та арабо-латинських вітрил:13:102-103:191-192. В той же час Лінн Уайт в своїх дослідженнях робить протилежний висновок і вважає, що і арабські і індійський косі вітрила насправді є адаптацією косих латинських вітрил португальських кораблів (каравел), які з'явились в цьому регіоні лише після відкриття морського шляху до Індії експедицією Васко да Гама у 1498 році. На думку Х.Варінгтона Сміта, малайське вітрило танджа постало внаслідок розвитку і удосконалення примітивного чотирикутного вітрила з верхнім та нижнім рейком. Малайці розвернули вітрило вздовж човна, нахилили його передню частину вниз та завели галсовий нок нижнього рейка прямо на палубу, що призвело до появи підіймальної сили і змусило працювати вітрило за принципом «авіакрила».

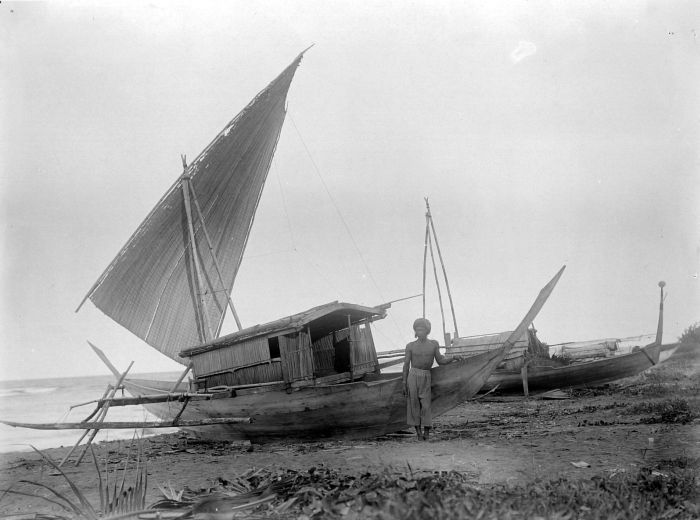
Кора-кора з о.Хальмахера (Молуккські о-ви) з вітрилом танжа. Фото 1920-х років

У храмі Боробудур на острові Ява зберіглось вісім кам'яних барельєфів кораблів, що датуються VIII ст. З них п'ять човнів є двощогловими кораблями з вітрилами танджа. На сьогодні боробудурські кораблі є найдавнішим відомим прикладом суден з цим типом вітрил.

## Характеристика
Вітрило танджа можна відрізнити по їх «окантованому» нижнім і верхнім рейком косому дизайну. Вітрило має асиметричну форму і розтягується рейками скорше в сторони, а не зверху вниз як у випадку люгерних вітрил. Навігація за допомогою вітрила танджа здійснюється як шляхом зміни «кута атаки» вітрила (тобто зміною кута між площиною вітрила та напрямком вимпельного вітру: «вліво-вправо») так і шляхом зміни положення вітрила щодо горизонтальної поверхні (тобто зміною кута нахилу навітряних кінців рейок «вверх-вниз»).

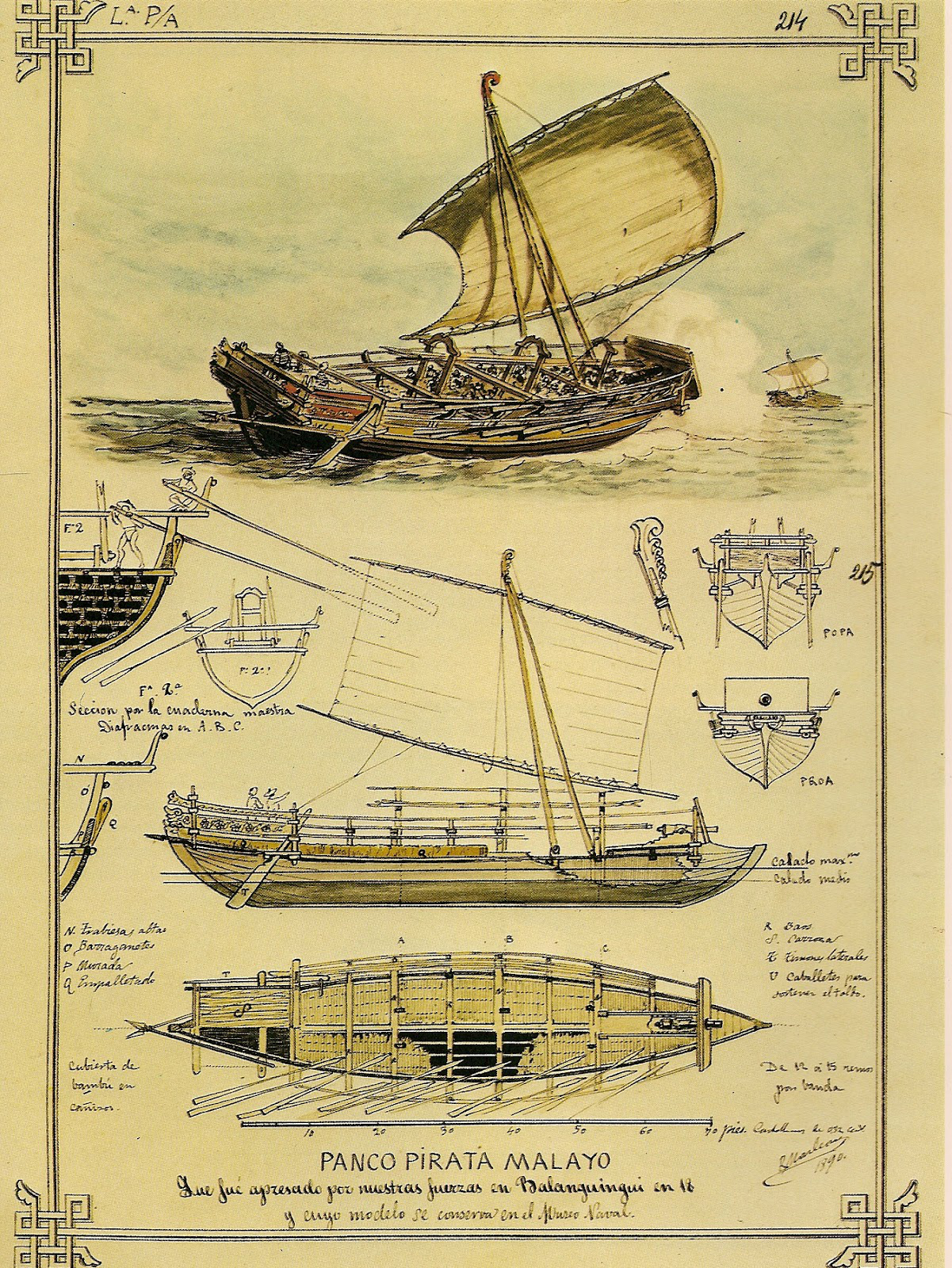
Гарай. Малюнок Рафаеля Монлеона (1890)

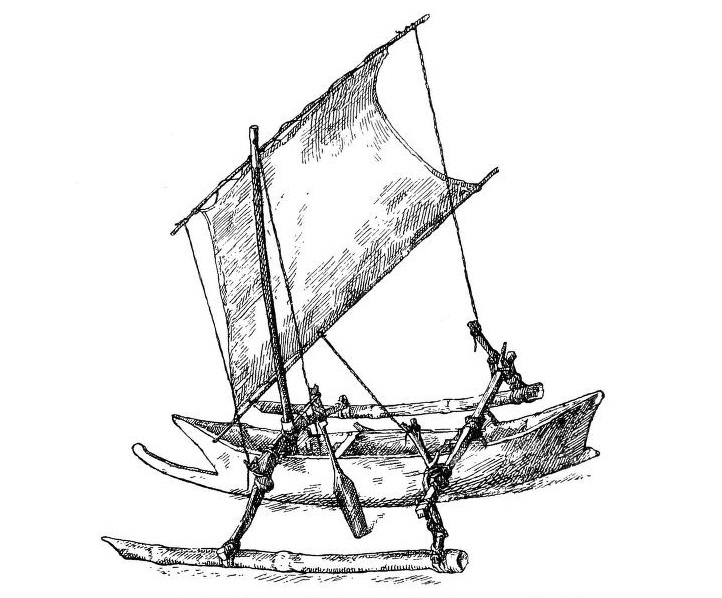
Каное-тримаран з Сулавесі, озброєне вітрилом Танджа

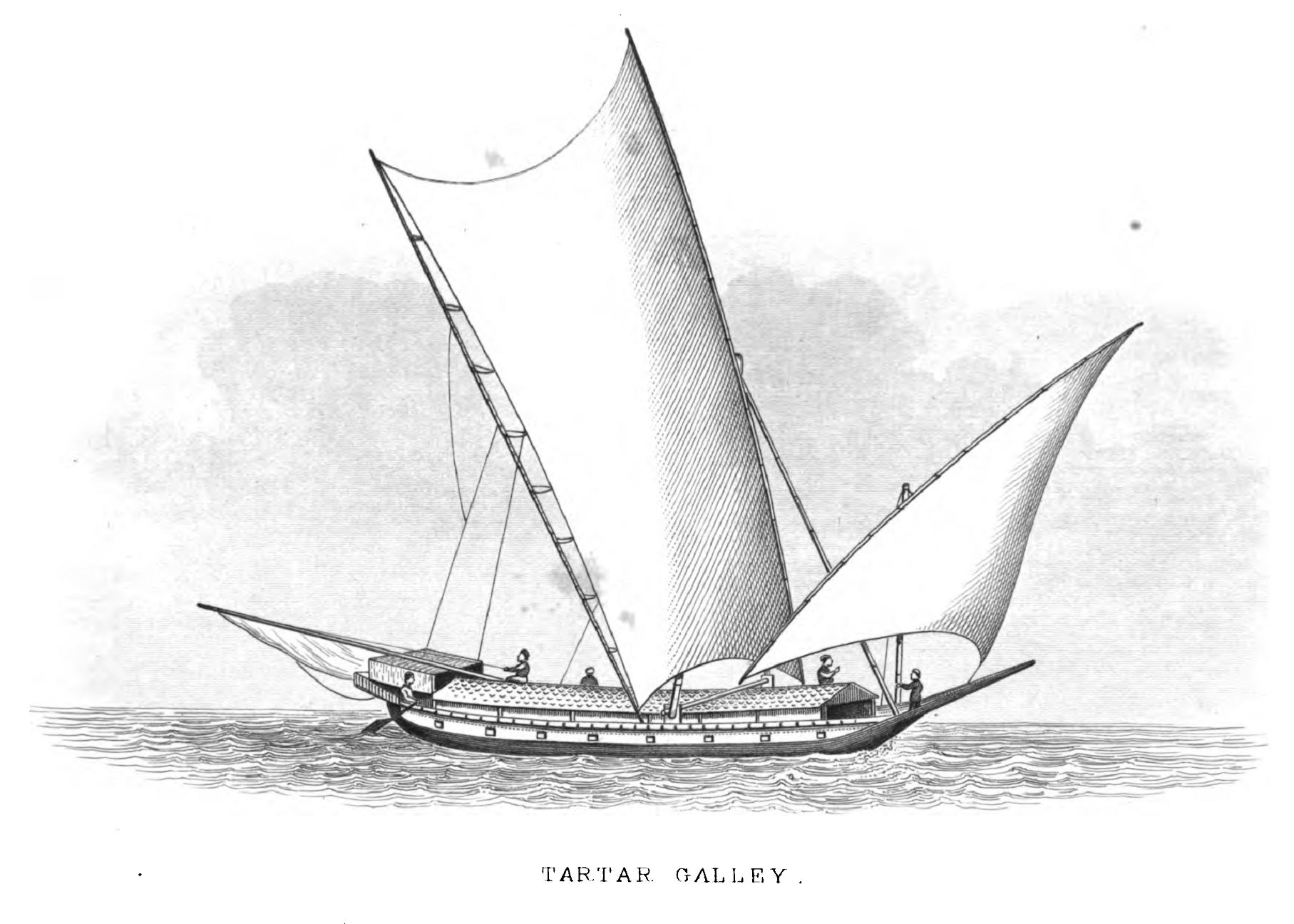
Гарай «Тартар» з султанату Сулу, що використовувався Томасом Форестом у його експедиції до Нової Гвінеї в 1774 році

Ван Чень (萬震), в своїй книзі «Дивовижні речі з півдня» (南州異物志), написаній в ІІІ ст. н. е., дав опис великих кораблів з країни К'ун-лун (Ява або Суматра), які називались «к'ун-лун по» (або «к'ун-лун бо»). Він описує їх вітрила наступним чином:
Чотири вітрила не розташовані "обличчям" вперед, а розміщені навскіс і розташовані так, що всі вони можуть бути закріплені під певними кутами, щоб усі вітрила отримували вітер і розподіляти його між собою. Ті вітрила, що знаходяться позаду, отримують потік вітру від вітрил, що знаходяться невітряніше і передають його з одного на інше, щоб усі вони отримали зиск від сили вітру. Якщо вітер стає занадто сильний, (моряки) зменшують або збільшують поверхню вітрил відповідно до умов. Ці скісні вітрила, що дозволяють передавати силу вітру від одного вітрила до іншого допомагають вирішити проблему високих щогл, які в такому випадку не потрібні. Таким чином ці кораблі пливуть, не уникаючи сильного вітру та високих хвиль, за допомогою яких вони можуть досягти великої швидкості.— Ван Чень, "Дивовижні речі з півдня":262

## Матеріали

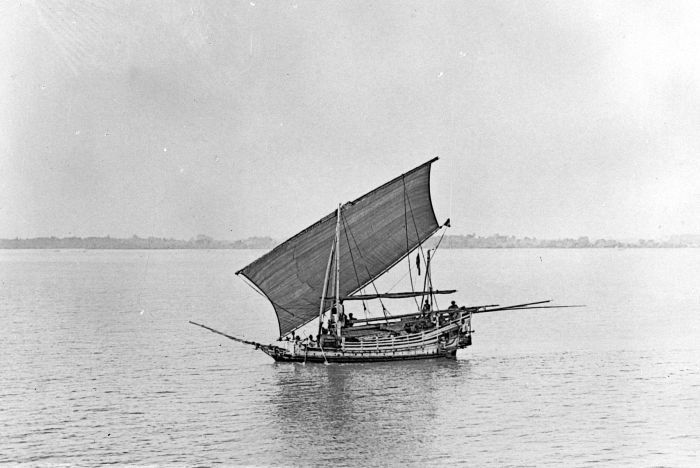
Падеваканг з Макассара в південному Сулавесі з вітрилом танджа. Фото

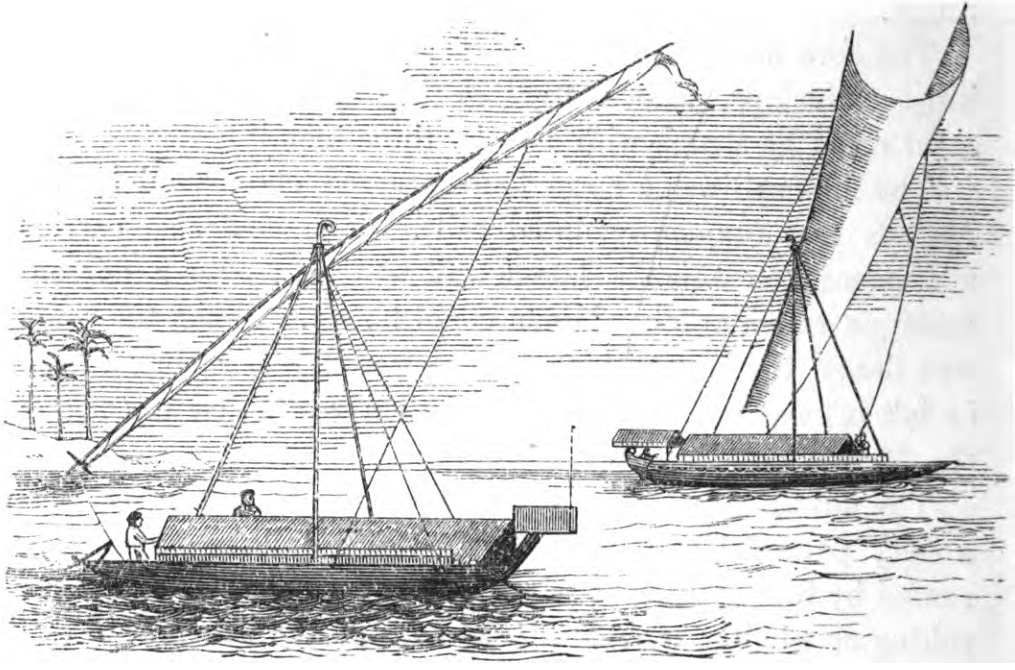
Падеваканг з Сулавесі з зібранами та розгорнутими вітрилами танджа Ілюстрація 1863 року

Традиційно вітрила виготовлялися з плетених натуральних волокон рослин, таких як пандан, винна пальма та подібних. Часто вітрило формувалось з окремих квадратних складових, розміром приблизно 40х40 см. Кожна частина кріпилась до сусідньої з формуванням накладного шва шириною в один сантиметр. Шов стику між окремими клапотями перешкоджав розширенню можливих розривів, крім того пошкоджену складову вітрила можна було легко замінити.

## Поширення
Більшість типів вітрильних суден Південно-Східної Азії та інших регіонів, населених австронезійцями використовують вітрило танджа.
До історичних типів суден з Південно-Східної Азії, що використовували вітрила танджа, відносяться:
Балангай • Бенава • Боробудурський корабель • Джонг • Джуанга • Гарай • Какап • Каракоа • Келюлюс • Кора-кора • Ланкаран • Ланонг • Майанг • Падеваканг • Паджала • Пенджаджап • Паторані • Пенкаланг.

## Зв'язок з іншими типами вітрил
Танджа є унікальним вітрилом з тої точки зору, що воно близько споріднене з більшістю інших відомих в світі типів вітрил самих різних конструкцій. З однієї сторони танджа по формі дуже нагадує прямі вітрила, і, наприклад, за будовою майже ідентичне першим відомим в історії прямим вітрилам — вітрилам єгипетських кораблів. З іншої сторони — функціонально танджа використовується як косе вітрило, і в цьому плані воно дуже схоже на люгери або гафельні вітрила і майже ідентичне люгеру з балансиром. Вітрило танджа також дуже близьке за будовою та функціоналом до джонкових вітрил і якщо і відрізняється від останніх, то переважно лише внутрішньою структурою самого вітрила. Якщо у вітрила танджа забрати нижній рейок, залишиться один крок до створення латинського або арабського вітрила і навпаки — якщо звести разом кінці рейок з однієї сторони вітрила танджа, ми отримаємо вітрило типу «крабова-клішня». Навіть з назв, які даються вітрилу танджа в різних джерелах — «нахилене пряме вітрило» або «чотирикутне косе вітрило» видно, що дослідники не можуть визначитись, чим є насправді вітрило танджа — прямим вітрилом, що використовується як косе, чи косим вітрилом, ідентичним за формою прямому.

## Значення в історії
Винахід цього типу вітрил зробив можливим плавання навколо західного узбережжя Африки завдяки його здатності йти крутіше до вітру:191-192. Як зазначає Дж. Хурані:

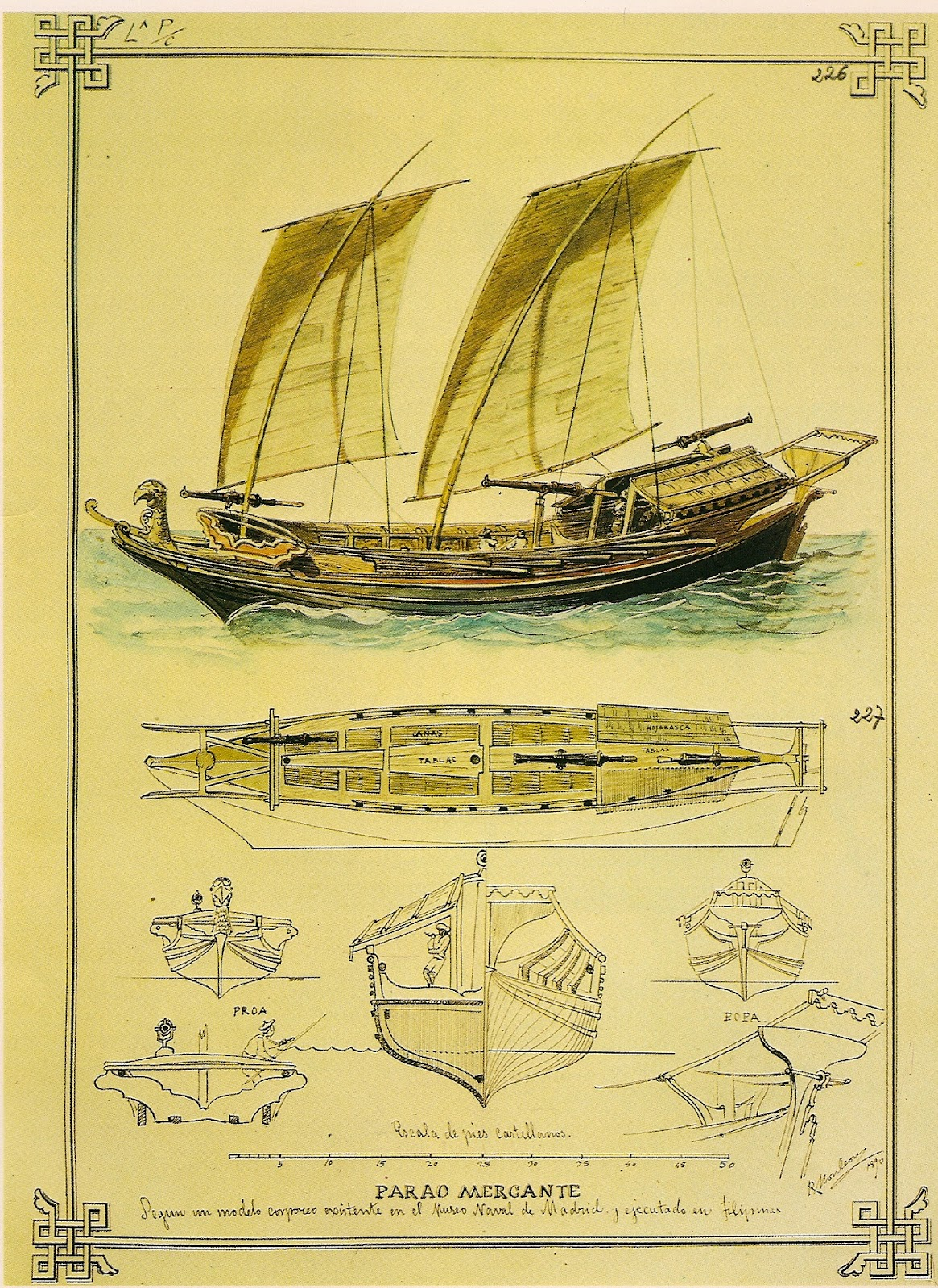
Двощогловий балангай з Філіппін Малюнок Рафаеля Монлеона (1890)

|  | Малайці також першими застосували люгерне вітрило з балансиром, винахід світового значення. Збалансований люгер — це чотирикутне вітрило, встановлене вздовж діаметральної площини судна з нахиленою донизу передньою шкаториною. Кут їх орієнтації відносно діаметральної площини судна може змінюватись, що дає можливість йти під різними кутами до зустрічного вітру і, таким чином, змінюючи галси зигзагоподібно при необхідності рухатись прямо проти вітру. Через те, що вітрила нахилені вперед, здалеку вони можуть здатись трикутними… Отже, цілком імовірно, що малайський збалансований люгер став прообразом для косого трикутного вітрила, яке було розроблене мореплавцями, що жили по обидва боки від малайців — полінезійцями зі сходу та арабами з заходу. Точний час, коли полінезійці та араби почали використовувати косе вітрило залишається невідомим, але, здається, це відбулось в останні століття до н. е. Відомо, що араби плавали на судах в Індійському океані вже в першому столітті нашої ери. Схоже, що і вони і полінезійці в той час вже використовували косі вітрила :102-103 :13 |

Саме на цих вітрилах австронезійці досягли Мадагаскару на східному узбережжі Африки, в VIII столітті Гани на її західному узбережжі, і, як дехто припускає, могли на яванських джонках досягти Нового Світу ще в 1420 році.

## Див. також

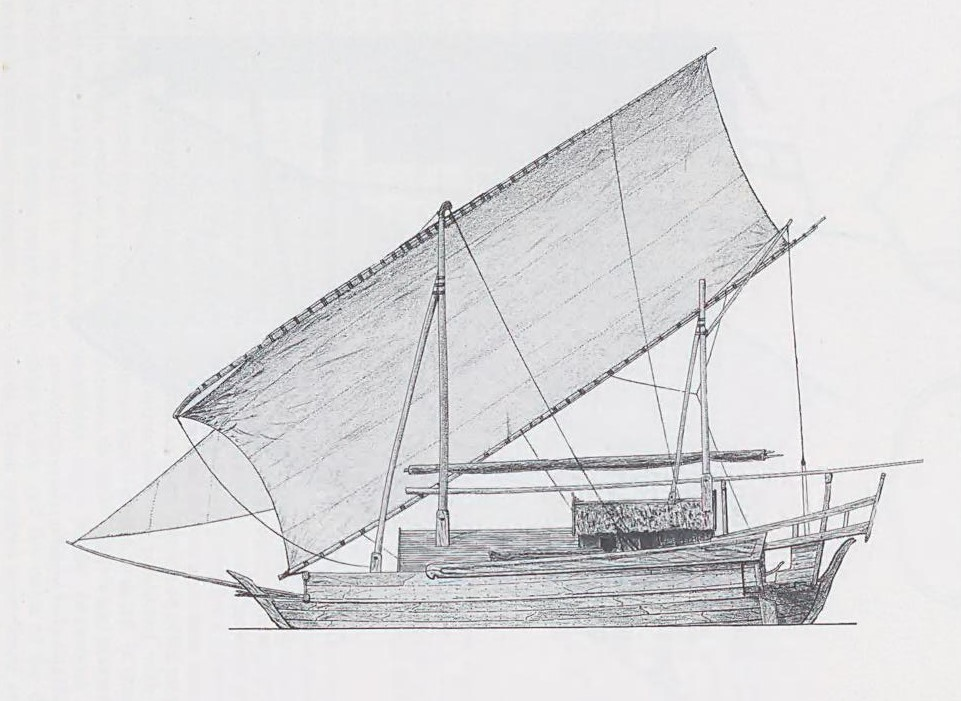
Реконструкція падеваканга з бушпритом і носовим вітрилом